# Christina Bennett Lind
Christina Bennett Lind (nascida em 22 de março de 1983) é uma atriz norte-americana notável por seu papel como Bianca Montgomery na novela da ABC All My Children. Ela tem uma irmã gêmea idêntica chamada Heather Lind, que também é atriz.

## Infância e educação
Christina Bennett Lind nasceu em Upland, na Pensilvânia. Ele estudou na universidade fordham. Ela também participou da Escola de Verão de Nova York para as Artes, tanto como artista visual quanto como artista performática. Ela afirma que esta foi "uma grande decisão de seguir as artes como uma carreira".

## Início de carreira
Seu primeiro trabalho na televisão foi As the World Turns, como um colega de faculdade de um dos frequentadores regulares, Billy Magnussen ; o nome do personagem era Ari.

## Carreira
Em 2009, ela foi editora do curta-metragem de comédia e drama Love Like a Wheel (Ame como uma roda).
Lind desempenhou o papel da icônica Bianca Montgomery em All My Children de junho de 2010 a setembro de 2011, até o cancelamento do programa na rede de televisão.
Na temporada 2013/2014 da adaptação de palco do teatro de repertório americano ( Cambridge, Massachusetts ) intitulada "Heart of Robin Hood" (coração do Robin Hood), ela trabalhou como "Marion".
Ela foi uma das co-produtoras do curta documentário de 2016, Occupy, Texas. Ela trabalhou no som e é co-produtora do próximo filme, estrelado por Austin Pendleton.

## Filmografia

### Filmes
| Ano  | Título                               |
| ---- | ------------------------------------ |
| 2008 | Lyre Mentirosa                       |
| 2008 | Elle e Guy                           |
| 2009 | Crescido                             |
| 2010 | Clube do sweater: Episódio 2         |
| 2011 | O homem falante                      |
| 2011 | Teddy Bear                           |
| 2011 | Fim dos inocentes                    |
| 2016 | Calico Skies                         |
| 2016 | Daykwon                              |
| 2017 | Bombeiros                            |
| 2019 | O país desconhecido                  |
| TBA  | O díficil                            |
| TBA  | Tirando seu sutiã em 49 dias (rumor) |